# Lòng mẹ (bài hát)
"Lòng mẹ" là một tác phẩm thuộc dòng nhạc vàng Việt Nam được sáng tác bởi nhạc sĩ Y Vân vào năm 1959. Ca khúc được nhạc sĩ viết sau một đêm mẹ ông bị quân cảnh tạm giữ do đi quá giờ giới nghiêm, thể hiện sự yêu thương của ông đối với người mẹ của mình. Bài hát giúp cho tên tuổi Y Vân trở nên nổi tiếng ở Việt Nam Cộng hòa trước năm 1975. Đã có nhiều ca sĩ thể hiện ca khúc này.
Có ý kiến xem "Lòng mẹ" như "quốc ca" của tình mẫu tử ở Việt Nam. Ca khúc cũng đã được hát tại nhiều đêm nhạc trong và ngoài nước, cũng như được tấu lên ở nhiều đám hiếu tại Việt Nam.

## Hoàn cảnh ra đời
Theo gia đình nhạc sĩ Y Vân, vào cuối thập niên 1950, Y Vân làm nhạc công cho các nhà hàng ở Sài Gòn, nhằm kiếm tiền nuôi mẹ già và hai em. Mỗi đêm, khi Y Vân đi làm thì mẹ ông ở nhà bê quần áo đi giặt tại máy nước công cộng. Một hôm, mẹ của nhạc sĩ đi quá giờ giới nghiêm, bị quân cảnh tạm giữ. Từ việc này, vì thương mẹ mà Y Vân khóc, từ đó sáng tác ra nhạc phẩm "Lòng mẹ". Theo Y Vân, bản thảo bài hát của ông nhòe nhoẹt nước mắt khiến ông không còn nhận ra các nốt nhạc mình đã viết.
Khi viết xong "Lòng mẹ", Y Vân cũng là người đầu tiên trình bày ca khúc này. Nghe ca khúc, mẹ ông đã khóc. Thời điểm ra đời "Lòng mẹ" được cho là năm 1959. Bản nhạc "Lòng mẹ" được xuất bản bởi Nhà xuất bản Tinh hoa Miền Nam cho thấy "Lòng mẹ" có hai lời. Khánh Ly đã thu âm ca khúc này trước năm 1975 trong băng Nhã Ca 5.

## Sử dụng, đón nhận và phổ biến
Sau khi sáng tác, "Lòng mẹ" đã giúp cho tên tuổi Y Vân trở nên nổi tiếng, trở thành nhạc sĩ ăn khách trong giới âm nhạc miền Nam lúc bấy giờ; bài hát nổi tiếng đến mức dù có thêm những sáng tác mới, trẻ trung nhưng Y Vân vẫn đóng đinh sự nghiệp ở "Lòng mẹ". Người được cho là gắn liền tên tuổi với ca khúc chính là ca sĩ Giao Linh, được cho là "đã đi vào lòng nhiều thế hệ". Nhiều ca sĩ nữ khác cũng đã thể hiện ca khúc này như Thái Thanh, Hoàng Oanh, Hương Lan. Với giọng nam, người được cho thể hiện thành công nhất ca khúc là ca sĩ Ngọc Sơn. Ông cũng sáng tác một bài hát cùng tên theo thể điệu bolero và thường được gọi là "Lòng mẹ 2".
Năm 1992, Y Vân qua đời, quan tài ông quàn tại Hội Âm nhạc Thành phố Hồ Chí Minh. Theo vợ nhạc sĩ, mẹ ông đã nói Y Vân đã "làm tròn chữ hiếu" ngay từ lúc viết xong ca khúc "Lòng mẹ". Năm 2015, Hương Lan đã thể hiện ca khúc này trong chương trình Sol Vàng – 60 năm cuộc đời vinh danh nhạc sĩ Y Vân. Ngoài ra, bài hát "Lòng mẹ" được trình diễn tại nhiều đêm nhạc khác nhau ở cả trong nước Việt Nam và hải ngoại. Ca khúc cũng được sử dụng để tấu nhạc trong nhiều đám tang của người Việt.

## Nhận xét
Theo cây viết Hà Đình Nguyên trên báo Thanh Niên và nhà thơ Du Tử Lê, "Lòng mẹ" được xem như "quốc ca" về tình mẫu tử tại Việt Nam. Theo nhạc sĩ An Hiếu, bài hát có "giai điệu đẹp, ca từ giản dị, không đề cập ý tứ xa vời", "thể hiện hình ảnh đặc trưng của người mẹ Việt Nam"; đồng thời khẳng định bài hát "vẫn duy trì sức sống", "là một tác phẩm âm nhạc chất lượng".